# Uhřice (Blansko)
Uhřice (in tedesco Ungerndorf) è un comune della Repubblica Ceca facente parte del distretto di Blansko, in Moravia Meridionale.